# Либавская Николаевская гимназия

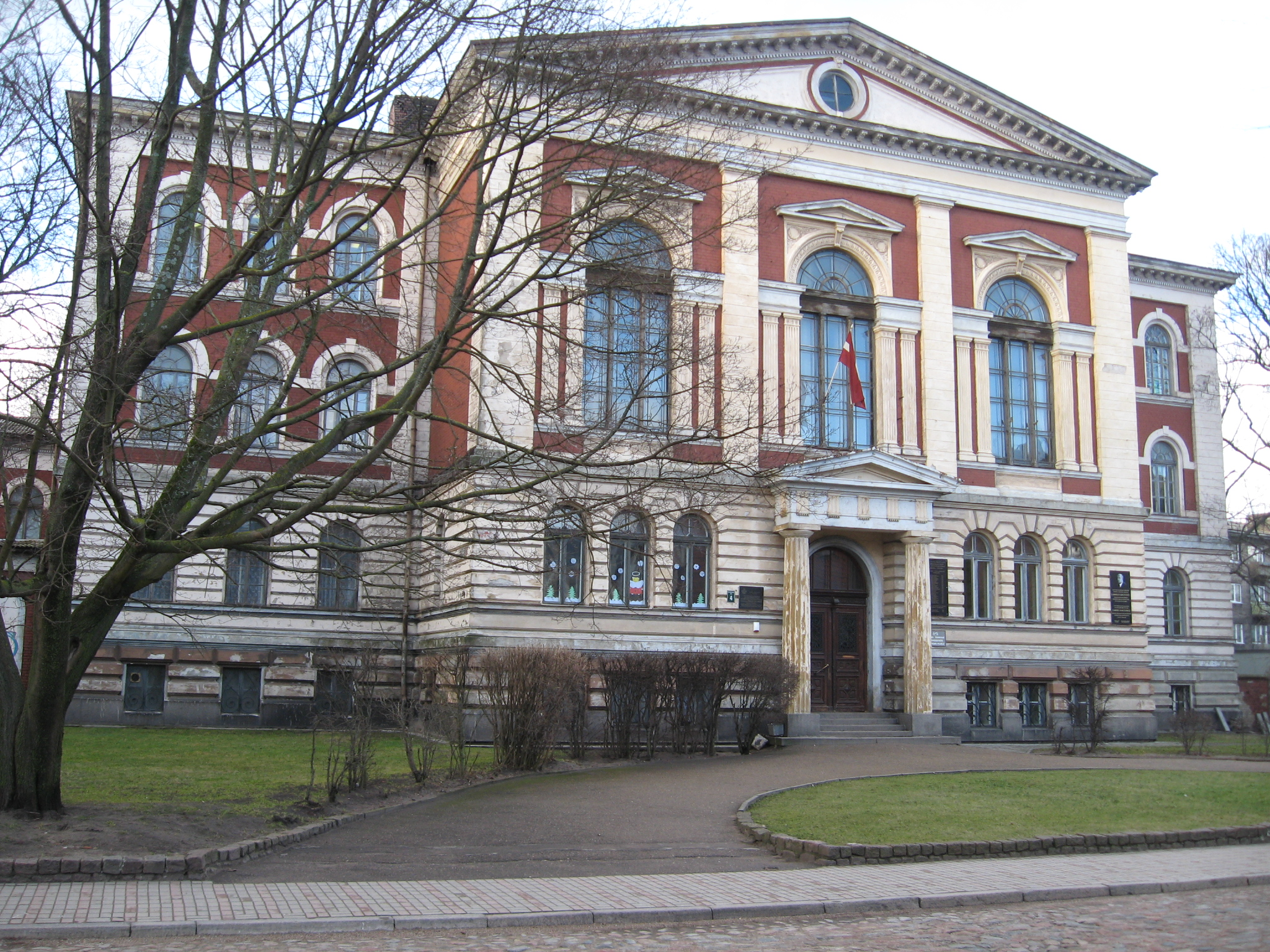
Здание Либавской Николаевской гимназии

Либавская Николаевская гимназия (нем. Libausches Nicolai-Gymnasium, латыш. Liepājas Nikolaja ģimnāzija) — вторая старейшая гимназия в Курляндской губернии после Academia Petrina, которая действовала в Либаве (ныне Лиепая) с 1885 по 1915 год. Была эвакуирована в Петроград в начале Первой мировой войны.
В 1920 году в здании Николаевской гимназии была открыта Лиепайская государственная техническая школа, вторая средняя техническая школа в Латвии.

## История
Из-за экономического спада строительство гимназии было отложено с 1873 года до 1882 года, когда деньги на строительство были собраны путем роспуска Либавского пожарного общества и передачи его уставного капитала в размере 100 000 рублей в фонд строительства гимназии. 24 мая 1883 года был заложен первый камень в основание здания, а 12 января 1885 года новое здание было освящено. 
Первым директором гимназии был Альберт Вольгемут. Поскольку в гимназии не преподавался латышский язык, весной 1888 года десять латышских учеников обратились к директору с просьбой разрешить встречаться раз в неделю, чтобы поддерживать друг друга в изучении латышского языка.
31 марта 1907 года было основано Общество поддержки бедных учеников Либавской Николаевской гимназии.

## Здание гимназии
Здание на улице Вильгельминес, 4 (ныне улица К. Валдемара) было спроектировано как учебное заведение в 1873 году либавским городским архитектором того времени Максом Паулем Берчи. Фасад выполнен из красного кирпича с богатой рустованной штукатуркой и металлическими декоративными элементами. В настоящее время здание служит одним из корпусов Лиепайского университета.

## Известные выпускники
- Купфер, Карл Райнхольд — латвийский учёный-ботаник немецкого происхождения.
- Нарутович, Габриэль — первый президент Польши, занимал пост всего 5 дней, с 11 декабря (избран 9) по 16 декабря 1922 года.
- Янсон-Браун, Янис — деятель латышского революционного движения, литературный критик и публицист.
- Калныньш, Паулс — латвийский политик и врач.
- Скубикис, Эмиль — латышский инженер и политик.
- Стульгинскис, Александрас — литовский государственный деятель, второй президент Литовской Республики.
- Шур, Исай — русский, немецкий и израильский математик.